# 하쓰노역
하쓰노역(일본어: 初野駅)은 일본 홋카이도 나카가와 군 비후카정에 있는 홋카이도 여객철도 소야 본선의 역이다. 역 번호는 W55이다.

## 역 구조
간이 형태의 단선 승강장 1면 1선의 구조를 가진 지상역이자, 무인역이다.

## 역 주변
- 국도 제40호선

## 인접 역
| 홋카이도 여객철도 소야 본선 | 홋카이도 여객철도 소야 본선 | 홋카이도 여객철도 소야 본선 |
| --------------------------- | --------------------------- | --------------------------- |
| W54 비후카 아사히카와 방면  | ■ 소야 본선                 | 온네나이 W57 왓카나이 방면  |